# Jaskinia Lejowa Wyżnia
Jaskinia Lejowa Wyżnia – jaskinia w Dolinie Lejowej w Tatrach Zachodnich. Ma dwa otwory wejściowe położone w północnym zboczu Kominiarskiego Wierchu na wysokościach 1721 i 1730 metrów n.p.m. w pobliżu jaskiń: Mechatej, Suchego Biwaku i Awenu Odpękniętych Nacieków. Długość jaskini wynosi 97 metrów, a jej deniwelacja 17,7 metrów.

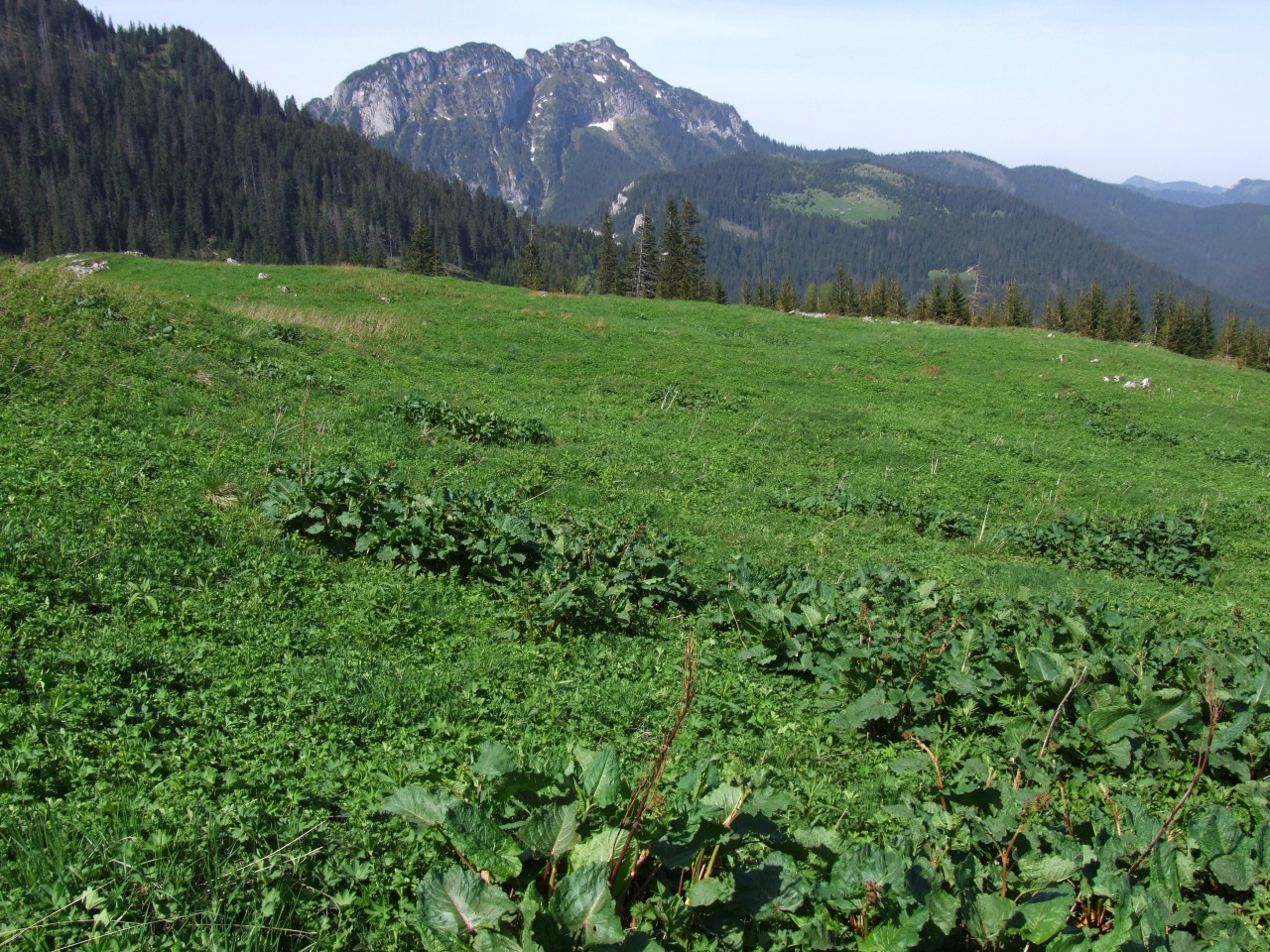
Widok na północne zbocze Kominiarskiego Wierchu

## Opis jaskini
Jaskinię stanowi ciąg prowadzący od górnego otworu do końcowej salki. Zaczyna się pochylnią za którą odchodzi bardzo ciasny korytarz do dolnego otworu. Główny korytarz prowadzi dalej do dużej salki. Jest w niej wejście do jedynego większego bocznego ciągu w jaskini. Znajduje się w nim kominek, a za nim korytarzyk kończący się zawaliskiem. 
Idąc dalej głównym ciągiem dochodzi się do zacisku, za którym korytarz pnie się do góry i dochodzi do końcowej salki. Tej części jaskini nadano nazwę Zasłona.

## Przyroda
W jaskini brak jest roślinności. Można w niej spotkać nacieki grzybkowe. W końcowej części jaskini nazwanej Zasłoną występują polewy naciekowe i stalaktyty. Ściany są bardzo mokre. 

## Historia odkryć
Jaskinia została odkryta latem 1966 roku przez grotołazów z AKT Poznań.